# Growth Magazin
A Growth Magazin egy magyar nyomtatott és online kiadvány, amely a startupokra és az innovációra fókuszál, célja pedig a vállalkozói közösség támogatása és inspirálása. A magazin alapítói Sárközi András és Gosztola Beatrix, akik 2021 októberében indították el az első tesztkiadvánnyal, majd 2022 januárjában megjelentették az első hivatalos számot.

## Történet és Indíttatás
A magazin ötlete a LISN projektből ered, amely 2020-ban, a Covid-19-pandémia hatására indult. A LISN audiomarketing platformként nyújtott lehetőséget arra, hogy írott cikkeket színészek, szinkronszínészek és profi felolvasók által hangoscikk formában tegyenek elérhetővé, így a tartalmak olvasás vagy hallgatás útján is hozzáférhetők legyenek. A LISN 2021-ben elnyerte az Év Kreatív Megoldása díjat az Év Honlapja versenyen, elismerve az innovatív megközelítést, amely a tartalomfogyasztást egy új, audiomarketing alapú formában forradalmasította. A díj  arra ösztönözte az alapítókat, hogy megvizsgálják, hogyan működne ez a megközelítés a nyomtatott sajtóban is.
2021 októberében megjelent az első teszt kiadvány, amely lehetőséget biztosított a nyomtatott cikkek hallgatható formában történő elérésére is. A pozitív fogadtatás és visszajelzések alapján a kiadó negyedévente kezdte el megjelentetni a Growth Magazin hivatalos számait.

## Formátum és tartalom
A Growth Magazin egy hibrid formátumot alkalmaz: a nyomtatott cikkek mellett QR-kódokat helyeztek el, amelyek lehetővé teszik, hogy a tartalmakat online meghallgathassák az olvasók. A cikkek egy részét a szerzők saját hangjukon adják elő, így az olvasó közvetlenebb kapcsolatba kerülhet az írók gondolataival.

## Kiemelt tartalmak és témák
A magazinban szereplő témák közé tartoznak:
- Startup világ és növekedési kihívások – Gyors növekedési stratégiák, startupok fejlődése.
- Innováció és technológia – Technológiai trendek és hatások a vállalkozói szektorban.
- Vállalkozói tapasztalatok – Gyakorlati tanácsok és történetek vállalkozóktól és befektetőktől.

## Közönség és fogadtatás
A Growth Magazin célközönsége a startupok iránt érdeklődők, különösen a vállalkozók és üzleti szakemberek, akik számára a magazin inspirációt és gyakorlati tanácsokat nyújt. A LISN projekt alapján kialakított audiomarketing megközelítés a magyar médiapiacon újszerű, és az olvasók körében pozitív fogadtatásra talált.